# Thế giới bí ẩn (phim)
Thế giới bí ẩn (tiếng Anh: Tomorrowland, tựa phim ở Anh quốc là Disney Tomorrowland: A World Beyond) là một bộ phim khoa học viễn tưởng thần bí năm 2015 của Hoa Kỳ do Brad Bird làm đạo diễn, Bird và Damon Lindelof đồng viết kịch bản và sản xuất. Các diễn viên chính trong phim gồm George Clooney, Britt Robertson, Hugh Laurie, Raffey Cassidy, Thomas Robinson, Tim McGraw, Kathryn Hahn, Keegan-Michael Key, và Judy Greer.